# عبد الله محمد الحقيل
عبد الله محمد الحقيل (1940 -17 فبراير 2009) هو مصرفي سعودي شغل منصب رئيس مجلس إدارة البنك السعودي البريطاني. وهو أطول رئيس مجلس إدارة في البنك السعودي الأول خدمة لمدة تقرب من اثنين وعشرين عاماً.

## حياته
ولد في الرياض وخرج من محافظة المجمعة إلى قلب العاصمة ليدرس اللغة العربية في جامعة الإمام محمد بن سعود الإسلامية التي أتم فيها درجة البكالوريوس.

## عمله
تقلد منصب الأمين العام المساعد للشؤون الإدارية في المجلس الأعلى للتخطيط ثم مدير عام الشؤون الإدارية والمالية في الهيئة المركزية للتخطيط. في سنة 1970 عين كمدير عام لوزارة الشؤون البلدية والقروية وبعد خمس سنوات وكيل الوزارة المساعد ثم اختير عضوًا في مجلس إدارة الشركة الوطنية للتنمية الزراعية (نادك) لمدة 17 سنة. في سنة 1988 تم تعيينه رئيس البنك السعودي البريطاني ليشغل المنصب لنحو عقدين. وبعد وفاته تم تكريمه بإطلاق اسمه على قاعة رئيسية في البنك. تم اختياره ليكون عضو في مجلس الشورى من سنة 1997 وحتى 2005.